# 小行星8471
小行星8471（英語：8471 Obrant）是一颗围绕太阳公转的小行星。1983年9月5日，柳德米拉·瓦斯列娜·朱然勒娃在克里米亚发现了此天体。
这颗小行星的绝对星等为107.94114等。